# Roberto de’ Nobili

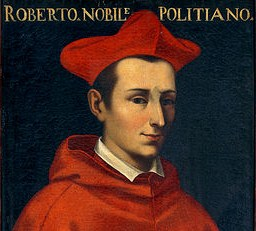
Roberto Kardinal de’ Nobili

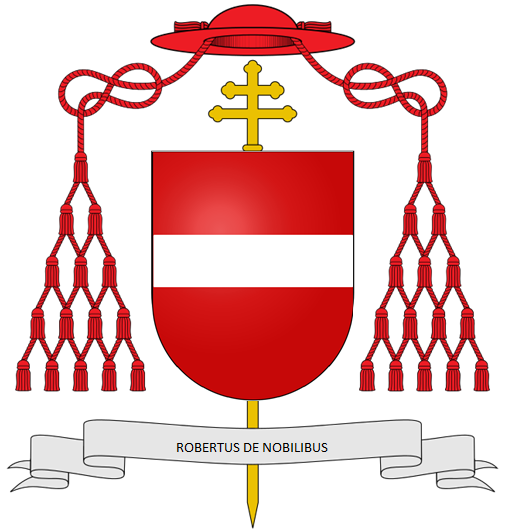
Kardinalswappen (schematische Darstellung)

Roberto de’ Nobili (* 5. September 1541 in Montepulciano; † 18. Januar 1559 in Rom) war ein italienischer Kardinal.

## Leben
De’ Nobili wurde am 5. September 1541 in Montepulciano als Sohn von Vincenzo de’ Nobili und Maddalena dei conti di Montauto geboren. Er gehörte der Familie De’ Nobili aus Montepulciano an. Er wurde von Giulio Poggiano, Ottavio Pantagato und Girolamo Ponzio unterrichtet und beherrschte im Alter von zehn Jahren fließend Latein und Altgriechisch, außerdem studierte er Philosophie, Literatur und die Heilige Schrift.
Papst Julius III., sein Urgroßonkel, erhob ihn im Konsistorium vom 22. Dezember 1553 in den Rang eines Kardinals und bis zu seinem Tod im Alter von 17 Jahren am 19. Dezember 1559 blieb er der jüngste italienische Purpurträger. Ab dem 6. Februar 1555 war er Kardinaldiakon von Santa Maria in Domnica, ab dem 9. April 1555 bis zu seinem frühen Tod Präfekt der Vatikanischen Bibliothek. Er wurde in der Kapelle del Monte in der Kirche San Pietro in Montorio in Rom beigesetzt.